# Сегура, Эдди
Эдди Ливингтон Сегура Мартинес (исп. Eddie Livington Segura Martínez; род. 2 февраля 1997, Перейра, Колумбия) — колумбийский футболист, защитник клуба «Лос-Анджелес».

## Клубная карьера
Сегура — воспитанник клуба «Депортиво Перейра» из своего родного города. 5 мая 2013 года в матче против «Бока Хуниорс Кали» он дебютировал в колумбийской Категории Примере B. 5 сентября 2014 года в поединке против «Америка Кали» Эдди забил свой первый гол за «Депортиво Перейра».
В начале 2017 года Сегура перешёл в «Атлетико Уила». 5 февраля в матче против «Патриотас» он дебютировал в Категории Примере A. 10 февраля 2018 года в поединке против «Депортиво Кали» Эдди забил свой первый гол за «Атлетико Уила».
21 ноября 2018 года Сегура был арендован клубом MLS «Лос-Анджелес» на шесть месяцев с опцией выкупа. В высшей лиге США он дебютировал 3 марта 2019 года в матче стартового тура сезона против «Спортинга Канзас-Сити». 29 июля «Лос-Анджелес» выкупил трансфер игрока у «Атлетико Уила», подписав с ним многолетний контракт. 11 августа в поединке против «Нью-Йорк Ред Буллз» он забил свой первый гол за «Лос-Анджелес». 24 июля 2021 года в матче против «Ванкувер Уайткэпс» Сегура получил разрыв передней крестообразной связки правого колена, из-за чего пропустил 11 месяцев. По окончании сезона 2022 контракт Сегуры с «Лос-Анджелесом» истёк, после чего стороны начали переговоры о новом контракте. В межсезонье он перенёс две операции по восстановлению после разрыва передней крестообразной связки правого колена. 26 июля 2023 года Сегура перезаключил контракт с «Лос-Анджелесом» до конца сезона 2024 с опциями продления до конца сезона 2026.

## Достижения
Командные
 «Лос-Анджелес»
- Чемпион MLS (обладатель Кубка MLS): 2022
- Победитель регулярного чемпионата MLS: 2019, 2022